# 贾宝兰
贾宝兰（1955年—），汉族，中华人民共和国政治人物、第十一届全国政协委员。
加入中国民主促进会，担任三联书店《读书》杂志社主编。2008年，当选第十一届全国政协委员，代表中国民主促进会，分入第九组。并担任港澳台侨委员会专委。